# Fred van Amstel
Fred van Amstel is de radio-schuilnaam van Dan Campagne (Amsterdam, 1940) voor zijn activiteiten als diskjockey van Radio Veronica (1961-1963).
Voorheen werkte hij als klanktechnicus bij Radio Nederland Wereldomroep, waar hij ook scholing kreeg als omroeper. 

## Voorgeschiedenis
In 1961 had Radio Veronica maar een kleine studio-crew van 10 man en werkte met een met minimale middelen geïmproviseerde studio aan de Zeedijk 27 in Hilversum. Door het snel toenemende succes besloot de toenmalige directie (de gebroeders Verweij) dat professionalisering van het personeel wenselijk was. Men ging op zoek naar mensen uit de "officiële" radiowereld en men kwam uit bij onder meer Fred Emmer, toen een bekend wordende nieuwslezer en presentator. Emmer was bevriend met Campagne en moedigde hem aan om de overstap naar de piratenzender te maken. Dat geschiedde en Dan Campagne werd aangenomen als presentator en klanktechnicus.

## Carrière
Campagne nam de schuilnaam Fred van Amstel aan omdat medewerking aan het toen illegale Radio Veronica door de overheid was verboden. Voor de functie van klanktechnicus bleek al snel te weinig tijd omdat zijn werklast als presentator steeds groter werd. Vanwege de toenemende fanbrieven en plaatverzoeken kreeg hij bovendien een administratieve assistente toegewezen, Ger-Anna Verweij. Met haar kreeg hij een korte persoonlijke relatie.
Fred van Amstel presenteerde onder meer een wekelijks programma met country & western muziek, met medewerking van de Amerikaan Don Latshaw, en ook de programma's "Kop er af" en "Jukebox".
Deze programma's zorgden ervoor dat Fred van Amstel tot de top 3 van de populairste radiopresentatoren van Nederland behoorde, naast Joost den Draaier en Dick Duster (VARA).
Hij nam een plaatje op bij Delta Records: Wie kust Anushka?! en Hé, wacht even.
Verschil van inzicht met de toenmalige programmaleider van radio Veronica, Tony Vos, zorgde voor zijn besluit om ontslag te nemen. Campagne vertrok naar Mallorca om daar bij een radiostation een programma te gaan presenteren.
Een aantal jaren later keerde Campagne terug naar Hilversum waar hij als omroeper begon bij de AVRO.
Later werkte hij ook voor de VARA waar hij bijdroeg aan het zaterdagmiddagprogramma "VARA's Uitlaat" (het programma van van Kooten en de Bie) en "Tienermagazine" van de NCRV. Radio Veronica benaderde Campagne om terug te komen, in de functie van programmaleider, maar hij gaf er de voorkeur aan samen met Dirk Verweij (van Radio Veronica) een geluidstudio voor reclame op te zetten: Soundpush, in Blaricum. Deze samenwerking duurde niet lang. Na anderhalf jaar kregen beiden onmin en de wegen scheidden zich.
Campagne ging rechten en filosofie studeren en verhuisde met zijn gezin in 1972 naar Spanje, waar hij sindsdien woont.